# 贡嘎无柱兰
贡嘎无柱兰（学名：Amitostigma gonggashanicum）为兰科无柱兰属下的一个种。为中国的特有植物。分布于中国大陆的四川等地，生长于海拔2,400米至3,800米的地区，见于山坡林下，目前尚未由人工引种栽培。

## 扩展阅读
- 維基物種上的相關：贡嘎无柱兰